# Neues Rathaus (Esslingen)

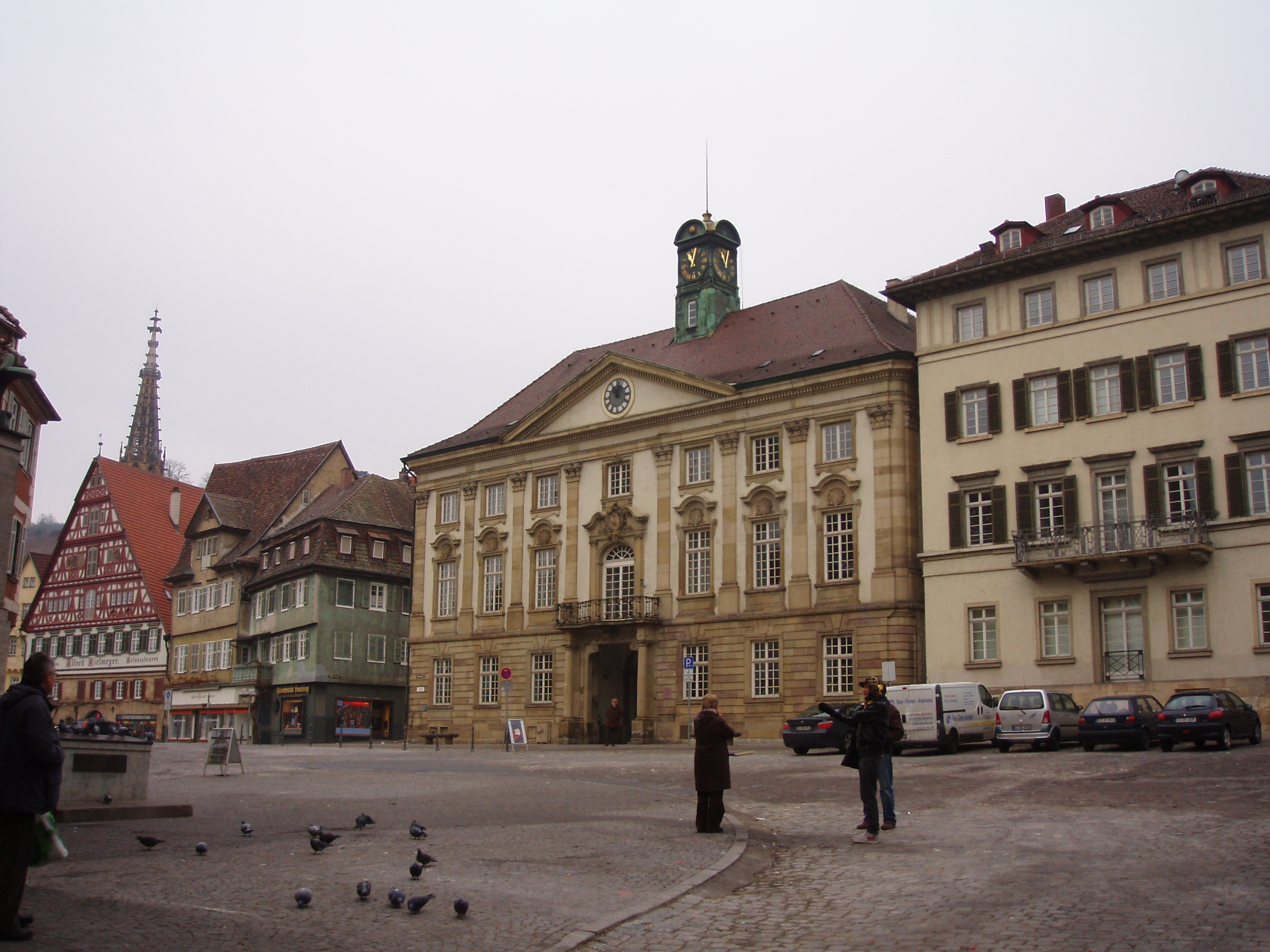
Das Neue Rathaus im Jahr 2007

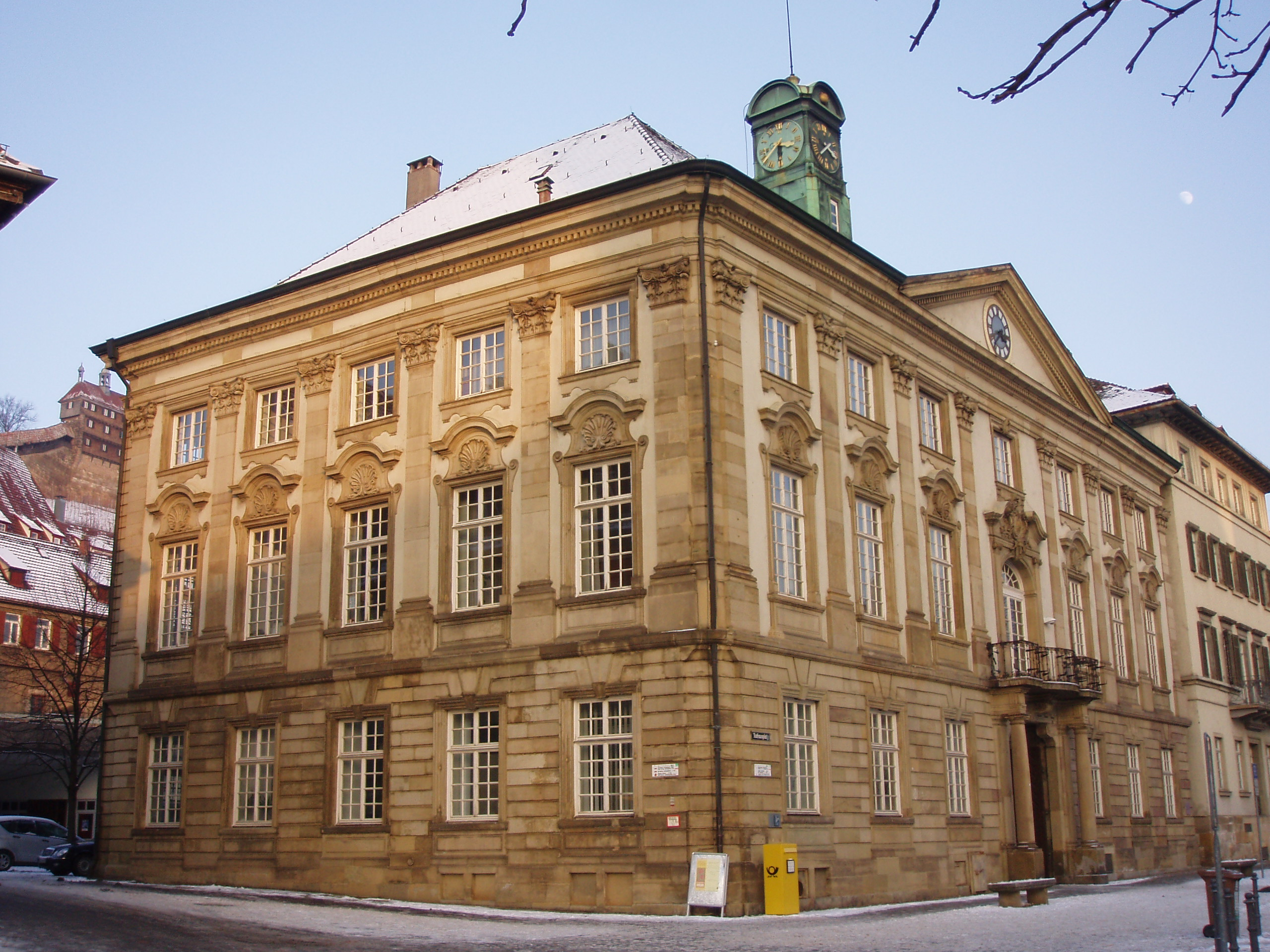
Blick vom Südwesten auf das Neue Rathaus

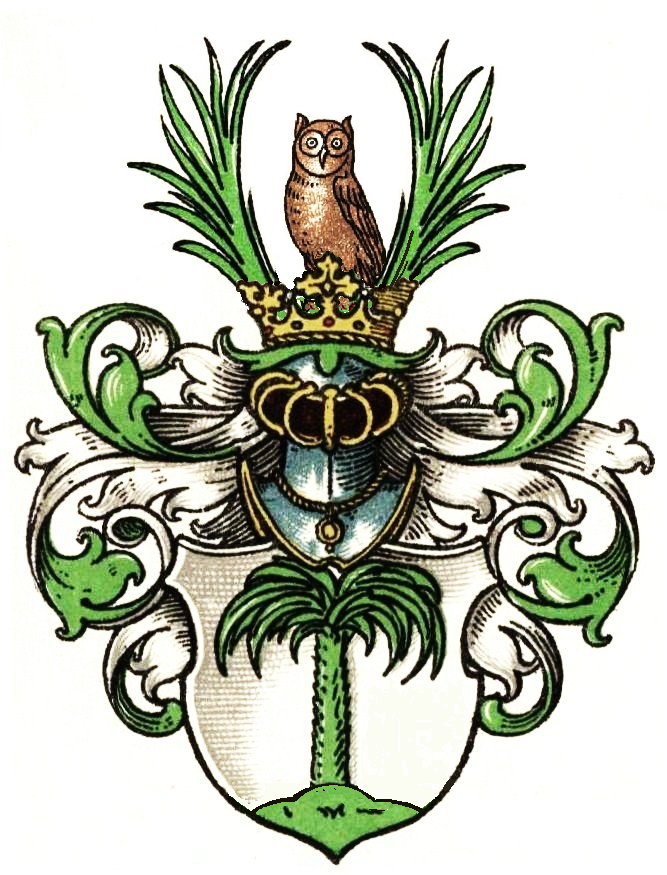
Wappen derer von Palm

Das Neue Rathaus am Rathausplatz 2 in Esslingen am Neckar ist ein repräsentatives Rokoko-Stadtpalais aus dem 18. Jahrhundert. Nach seinen ersten Besitzern, den Freiherren von Palm, wird es auch als Oberer Palmscher Bau bezeichnet.

## Geschichte
Das Bauwerk wurde im Jahr 1747 begonnen und in den 1760er Jahren fertiggestellt. Ursprünglicher Bauherr war Franz Gottlieb von Palm, doch wurde das Palais erst unter dessen Nachfolger Leopold Carl von Palm vollendet. Die Pläne stammten von Gottlieb David Kandler.
Die Familie von Palm ließ ihr Palais am damaligen Marktplatz auf Grundstücken errichten, auf denen vorher vier verschiedene Häuser und eine Kelter gestanden hatten. Durch diese zusammengelegten Grundstücke verlief das Kreidenweißgäßle, auf das auch noch im Häuseranschlagsprotokoll von 1773/74 erwähnt wurde und das seine Spuren in der Ausrichtung des Gebäudes sowie vor allem in dessen Zweiteilung im Erdgeschoss hinterlassen hat. Genutzt wurden von den Vorgängerbauten mindestens die Keller; vielleicht stammen aber auch Teile des Erdgeschosses des Neuen Rathauses noch aus der Zeit vor 1747.
Franz Gottlieb von Palm, dessen Familie 1735 in den Reichsfreiherrenstand erhoben worden war, hatte lange in Wien gelebt und ließ seine Residenz in Esslingen nach dem Vorbild von barocken Wiener Bauten aus der ersten Hälfte des 18. Jahrhunderts errichten. Das Erdgeschoss, in dem sich ein Durchgang befindet, ist als Sockelgeschoss deutlich von den darüberliegenden Stockwerken abgesetzt. Die Obergeschosse sind durch Pilaster zusammengefasst, über dem stadtseitigen Portal befindet sich ein Balkon mit aufwändig geschmücktem Fenster und die Mittelzone wird, ebenfalls auf der Schau- und Stadtseite, durch ein Giebeldreieck bekrönt, in dem sich einst das Wappen der Familie von Palm befand. Flache Fassadenpartien wechseln sich mit raumgreifenden Elementen ab.
Seit 1840 dient das Gebäude als Rathaus. Damals erhielt es einen Dachreiter und auch sein Inneres wurde baulich verändert. Erhalten geblieben sind eine repräsentative Treppenanlage und Stuckdecken in mehreren Räumen, darunter eine Rokokodecke mit figürlichen Stuckreliefs.

## Lage
Unmittelbar an das Neue Rathaus schließt sich auf der einen Schmalseite das Dekanatsgebäude an; nach der anderen Schmalseite hin steht das Bauwerk frei. Hier verläuft ein Durchgang von der Innenstadt mit Markt- und Rathausplatz zur einstigen Beutauvorstadt. Schräg gegenüber dem Neuen Rathaus befindet sich das Alte Rathaus. Auf der Rückseite des Neuen Rathauses führt seit den 1960er oder 1970er Jahren die Augustinerstraße als eine der Hauptverkehrsstraßen der Stadt etwa in der Höhe des ersten Stocks am Neuen Rathaus vorbei; der Fußgängerverkehr in die Beutauvorstadt und Richtung Burgsteige wird durch eine Unterführung geleitet.

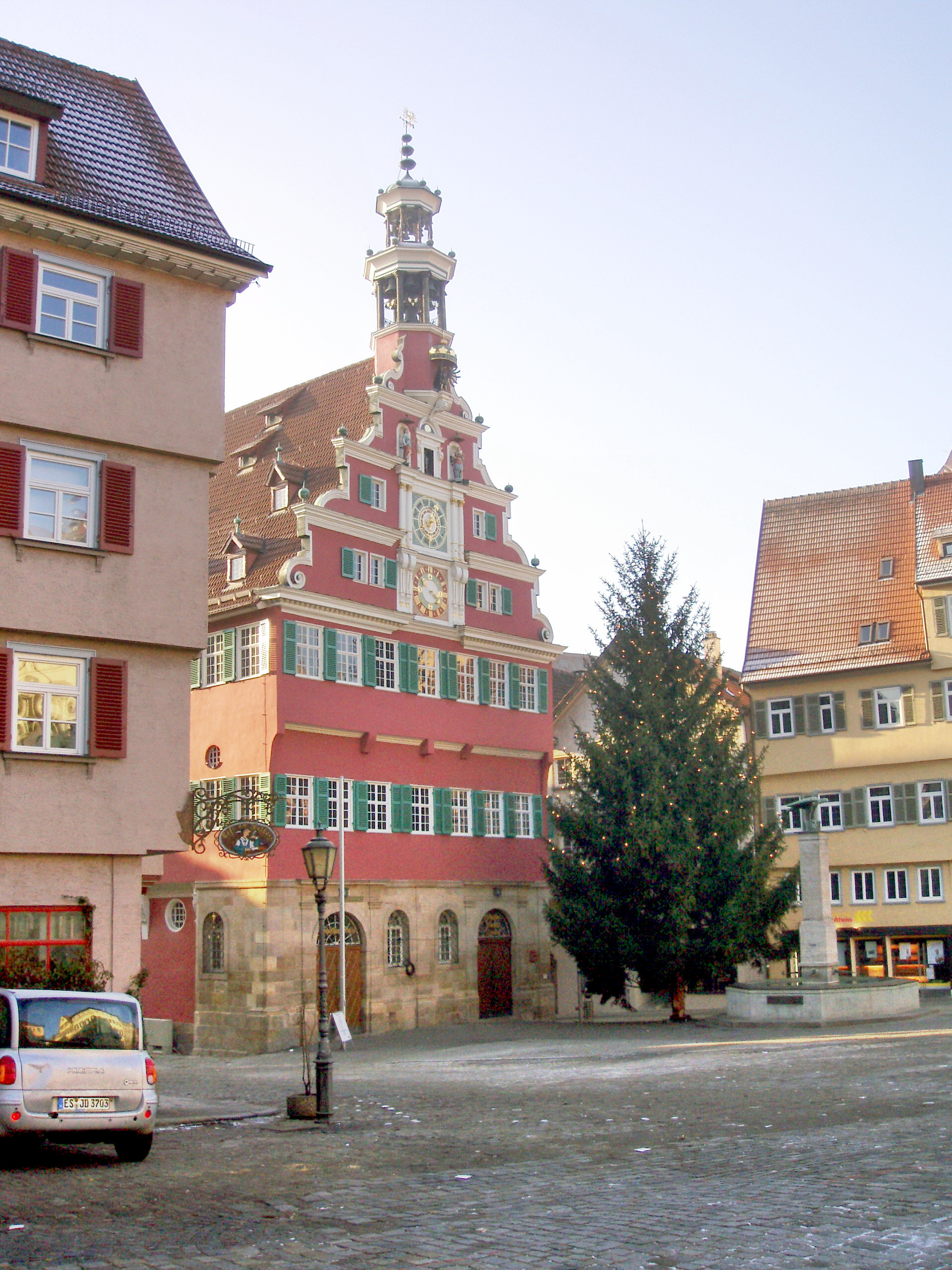
Das gegenüberliegende Alte Rathaus
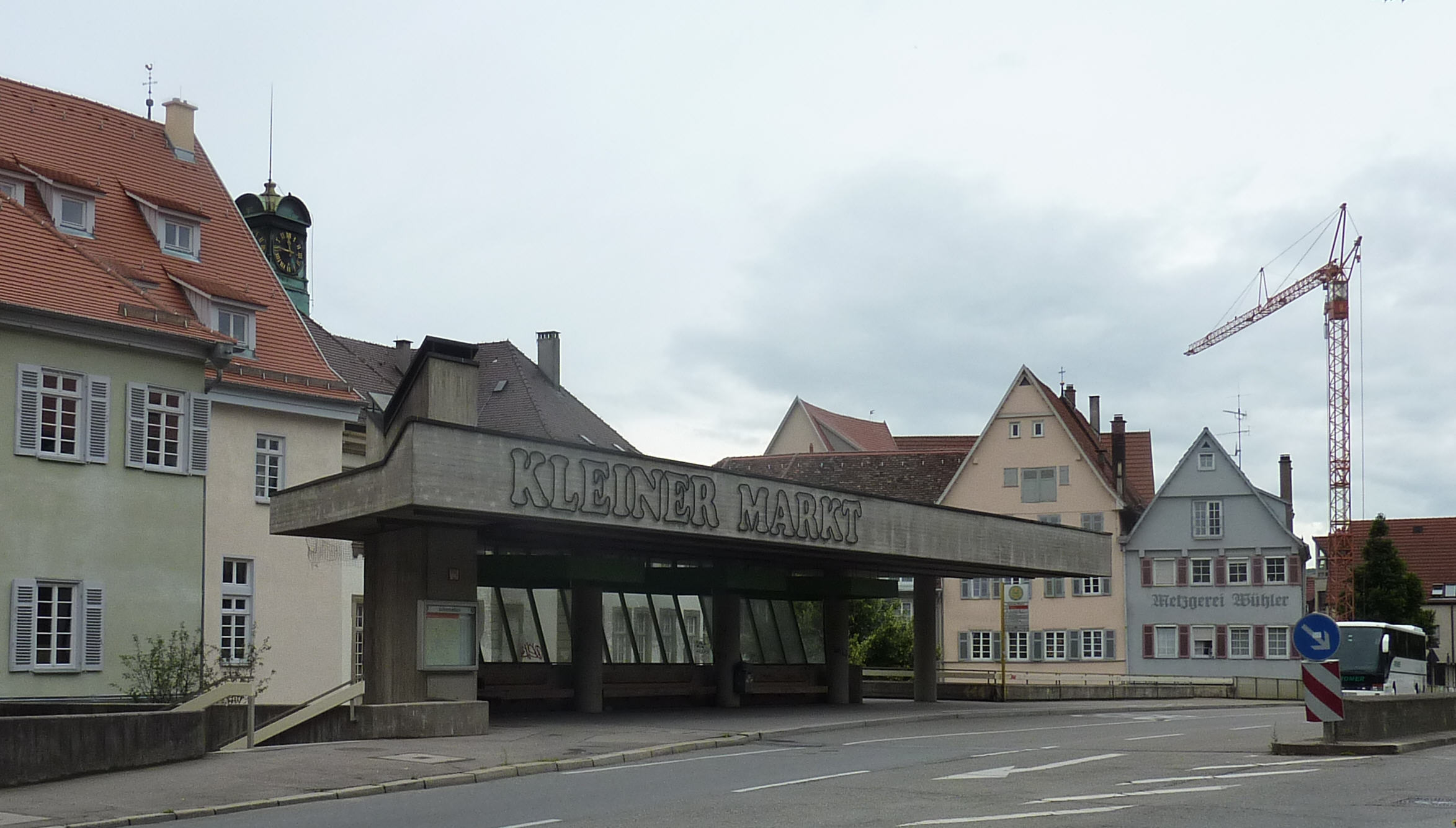
Verkehrsführung der 1960er/1970er Jahre auf der Rückseite des Gebäudes
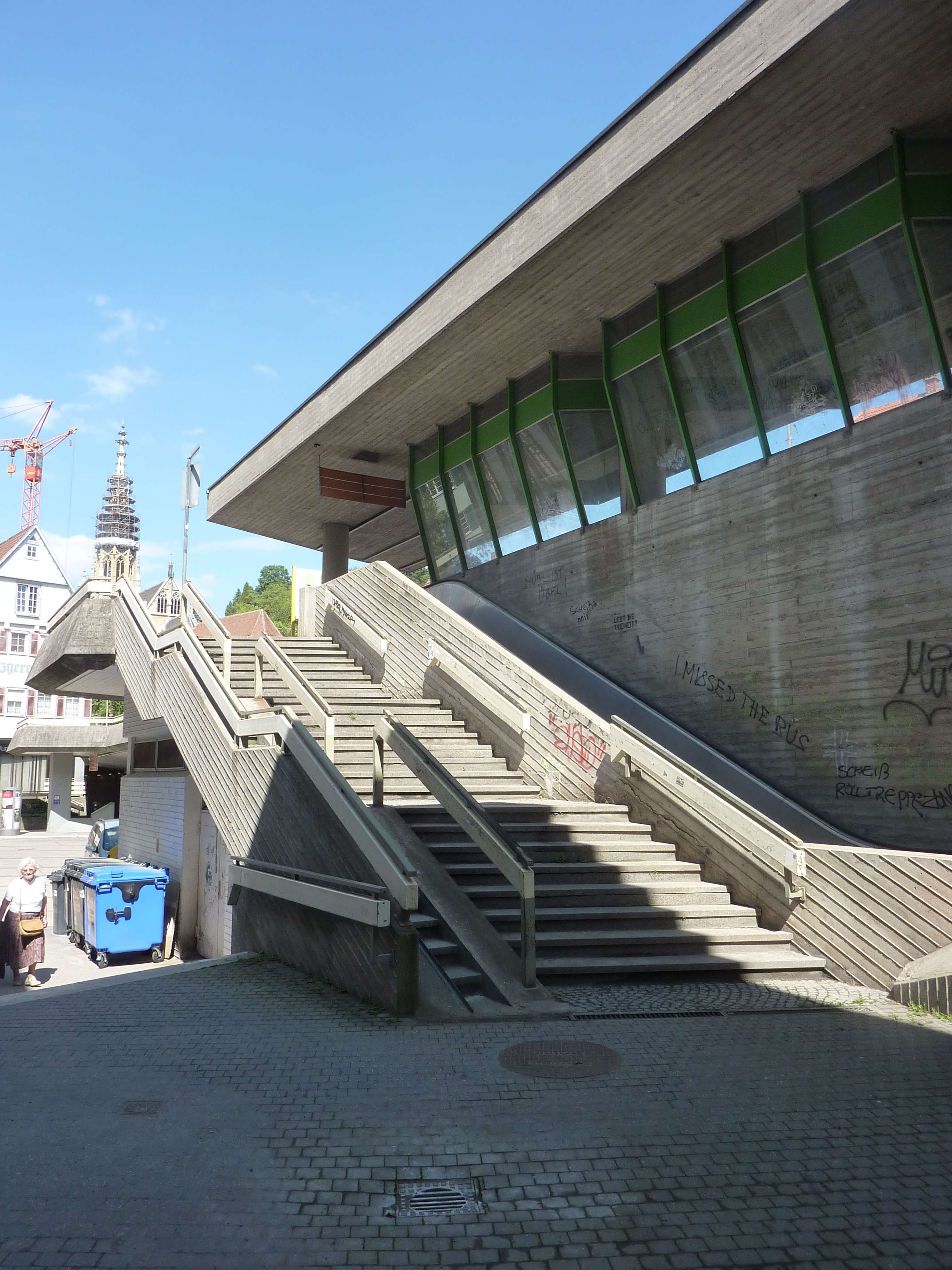
Aufgang zur Bushaltestelle Kleiner Markt hinter dem Neuen Rathaus
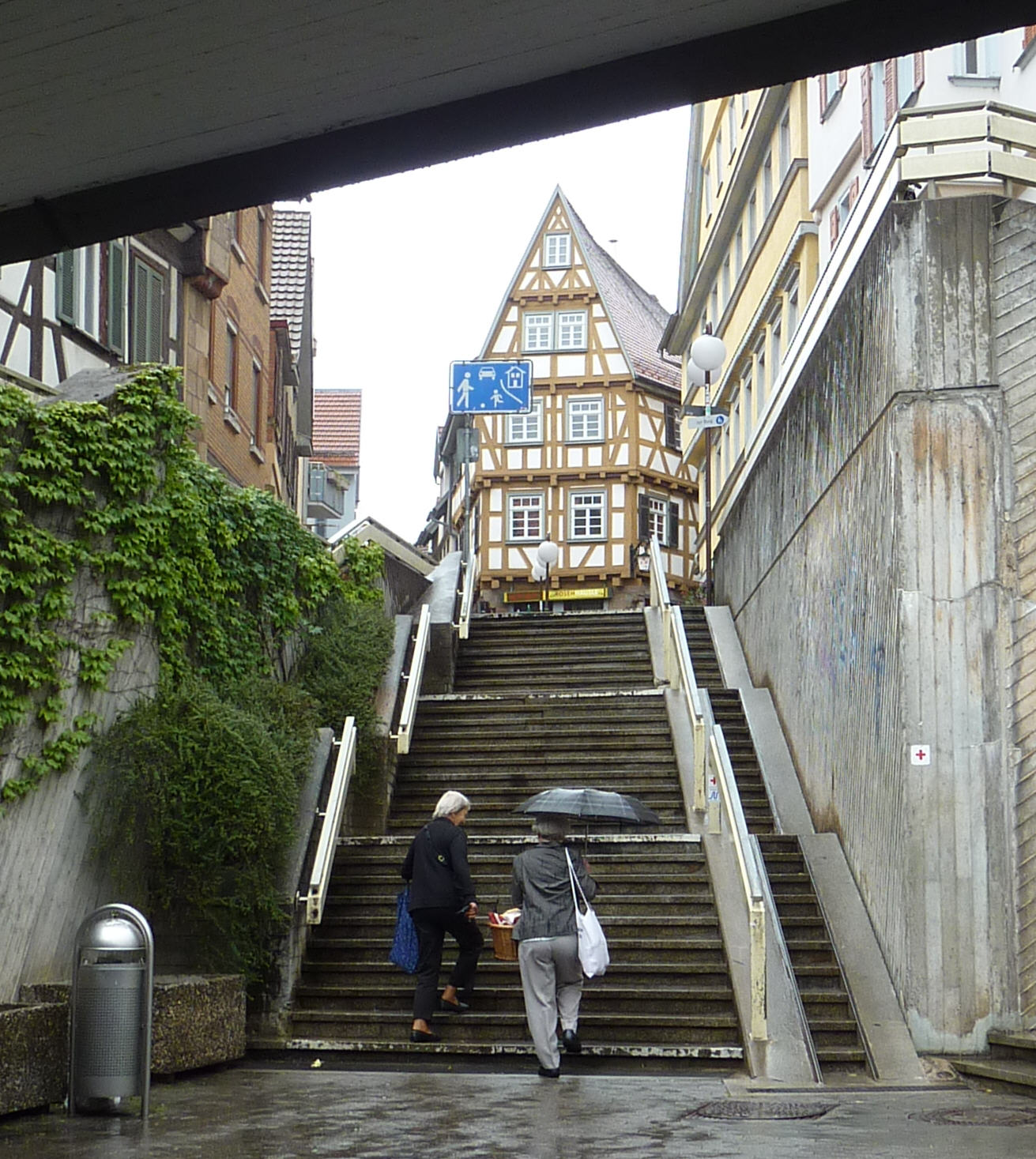
Unterführung zur einstigen Beutauvorstadt hinter dem Neuen Rathaus